# Президент на Швейцария
Президентът на Швейцарската конфедерация (на немски: Bundespräsident, на френски: Président de la Confédération, на италиански: Presidente della Confederazione, на романшки: President da la Confederaziun svizra) е председателят на Федералния съвет (правителството на Швейцария). Президентът на Швейцария не е държавен глава, тъй като функциите на държавния глава се изпълняват колективно от всички членове на Федералния съвет. Гласът му обаче е определящ при обсъждането на текущите дела във Федералния съвет. Президентът няма правомощия да ръководи други членове на Съвета и да продължава да ръководи катедрата си. Избира се за една година от парламента измежду членовете на Федералния съвет, най-висшия изпълнителен орган, и има предимно представителни функции. По традиция президентът се избира на ротационен принцип между членовете на Съвета, а година преди избирането му се избира и вицепрезидент.

## Списък на президентите на Швейцария
| #    | Име                  | Мандат                           | Политическа партия                    |
| ---- | -------------------- | -------------------------------- | ------------------------------------- |
|      | Адолф Оги            | 1 януари 2000 – 31 декември 2000 | Швейцарска народна партия             |
| 91.  | Мориц Лойенбергер    | 1 януари 2001 – 31 декември 2001 | Социалдемократическа партия           |
|      | Каспар Вилигер       | 1 януари 2002 – 31 декември 2002 | Свободна демократическа партия        |
| 92.  | Паскал Кушпен        | 1 януари 2003 – 31 декември 2003 | Свободна демократическа партия        |
| 93.  | Йозеф Дайс           | 1 януари 2004 – 31 декември 2004 | Християндемократическа народна партия |
| 94.  | Самуел Шмид          | 1 януари 2005 – 31 декември 2005 | Швейцарска народна партия             |
|      | Мориц Лойенбергер    | 1 януари 2006 – 31 декември 2006 | Социалдемократическа партия           |
| 95.  | Мишлин Калми-Рей     | 1 януари 2007 – 31 декември 2007 | Социалдемократическа партия           |
| 96.  | Паскал Кушпен        | 1 януари 2008 – 31 декември 2008 | Свободна демократическа партия        |
| 97.  | Ханс-Рудолф Мерц     | 1 януари 2009 – 31 декември 2009 | СДП.Либералите                        |
| 98.  | Дорис Лойтард        | 1 януари 2010 – 31 декември 2010 | Християндемократическа народна партия |
|      | Мишлин Калми-Рей     | 1 януари 2011 – 31 декември 2011 | Социалдемократическа партия           |
| 99.  | Евелин Видмер-Шлумпф | 1 януари 2012 – 31 декември 2012 | Консервативна демократическа партия   |
| 100. | Ули Маурер           | 1 януари 2013 – 31 декември 2013 | Швейцарска народна партия             |
| 101. | Дидие Буркхалтер     | 1 януари 2014 – 31 декември 2014 | СДП.Либералите                        |
| 102. | Симонета Сомаруга    | 1 януари 2015 – 31 декември 2015 | Социалдемократическа партия           |
| 103. | Йохан Шнайдер-Аман   | 1 януари 2016 – 31 декември 2016 | СДП.Либералите                        |
|      | Дорис Лойтард        | 1 януари 2017 – 31 декември 2017 | Християндемократическа народна партия |
| 104. | Ален Берсе           | 1 януари 2018 – 31 декември 2018 | Социалдемократическа партия           |
| 105. | Ули Маурер           | 1 януари 2019 – 31 декември 2019 | Швейцарска народна партия             |
| 106. | Симонета Сомаруга    | 1 януари 2020 – 1 януари 2021    | Социалдемократическа партия           |
| 107. | Гай Пармелин         | 1 януари 2021 – 1 януари 2022    | Швейцарска народна партия             |
| 108. | Игнацио Касис        | 1 януари 2022 – 1 януари 2023    | Социалдемократическа партия           |
| 109. | Ален Берсе           | 1 януари 2023 – 1 януари 2024    | Социалдемократическа партия           |
| 110. | Виола Амхерд         | 1 януари 2024 – 1 януари 2025    | Политическа партия „Центърът“         |
| 111. | Карин Келер-Сътър    | 1 януари 2025 –                  | СДП.Либералите                        |
| 112. | Гай Пармелин         |                                  | Швейцарска народна партия             |